# ريكي ماكورميك
ريكي ماكورميك (بالإنجليزية: Ricky McCormick)‏ هو متزلج مائي ‏ أمريكي، ولد في 14 مارس 1952 في مقاطعة بارك في الولايات المتحدة.

## وصلات خارجية
- ريكي ماكورميك على موقع اللجنة الأولمبية الدولية (الإنجليزية)
- ريكي ماكورميك على موقع أوليمبيديا (الإنجليزية)